# Chiman (Mali)
Chiman est une commune rurale du Mali de l'arrondissement central de Tidermène, dans le cercle de Tidermène et la région de Ménaka. La commune a pour chef-lieu la localité de Chiman.

## Géographie
La localité de Chiman est située au nord-est du chef-lieu de cercle Ménaka.

## Histoire
La commune est créée en 2018.

## Villages et fractions
La commune est composée de 8 localités, dont un village. :
- Chiman

et 7 fractions :
- Igaressouwane
- Ichidin Idarène Kel Zgaret
- Kel-Agala
- Ichidinharane Kel-Agala
- Ibrahaïdhassan
- Imagram II
- Ichidinharane Kel-Ickniven